# Frea nyassana
Frea nyassana là một loài bọ cánh cứng trong họ Cerambycidae.